# قطعنامه ۴۵۴ شورای امنیت
قطعنامه ۴۵۴ شورای امنیت سازمان ملل متحد که در تاریخ ۰۲ نوامبر ۱۹۷۹ تصویب شد، سندی بین‌المللی دربارهٔ آنگولا-آفریقای جنوبی است. این قطعنامه طی نشست ۲٬۱۷۰ام با ۱۲ موافق، ۰ مخالف و ۳ ممتنع تصویب شد.